# Prikaspije
Prikaspije (ruski: Прикаспий) je povijesno-zemljopisni naziv za područje oko obale Kaspijsko jezero. Naziv su prvi put upotrijebili ruski geografi u 18. stoljeću.
Prikaspije je podijeljeno na četiri dijela:
- Sjeverno Prikaspije koje obuhvaća Atirausku oblast, Kazahstan te Astrahansku oblast i Kalmičku, Rusija.
- Zapadno Prikaspije koje obuhvaća Dagestan, Rusija i istočni Azerbajdžan.
- Istočno Prikaspije, također Zakaspije koje obuhvaća Mangistausku oblast, Kazahstan te zapadni Turkmenistan.
- Južno Prikaspije koje obuhvaća sjeverni Iran.